# Campionati statunitensi di sci alpino 1985
Ai Campionati statunitensi di sci alpino 1985 furono assegnati i titoli di discesa libera, slalom gigante, slalom speciale e combinata, sia maschili sia femminili.
Trattandosi di competizioni valide anche ai fini del punteggio FIS, vi parteciparono anche sciatori di altre federazioni, senza che questo consentisse loro di concorrere al titolo nazionale statunitense.

## Risultati

### Uomini

#### Discesa libera
| Pos. | Atleta        | Nazione     |
| ---- | ------------- | ----------- |
| 1    | Brian Stemmle | Canada      |
| 2    | Steve Hegg    | Stati Uniti |
| 3    | Rob Boyd      | Canada      |
| 4    | Andy Chambers | Stati Uniti |
| 5    | Andy Luhn     | Stati Uniti |

#### Slalom gigante
| Pos. | Atleta            | Nazione     |
| ---- | ----------------- | ----------- |
| 1    | Tiger Shaw        | Stati Uniti |
| 2    | Jack Miller       | Stati Uniti |
| 3    | Hansi Standteiner | Stati Uniti |

#### Slalom speciale
| Pos. | Atleta        | Nazione     |
| ---- | ------------- | ----------- |
| 1    | Felix McGrath | Stati Uniti |
| 2    | Mark Taché    | Stati Uniti |
| 3    | Tiger Shaw    | Stati Uniti |

#### Combinata
| Pos. | Atleta            | Nazione     |
| ---- | ----------------- | ----------- |
| 1    | Tiger Shaw        | Stati Uniti |
| 2    | Hansi Standteiner | Stati Uniti |
| 3    | Steve Hegg        | Stati Uniti |

### Donne

#### Discesa libera
| Pos. | Atleta         | Nazione     |
| ---- | -------------- | ----------- |
| 1    | Holly Flanders | Stati Uniti |
| 2    | Lynda McGehee  | Stati Uniti |
| 3    | Carter Payne   | Stati Uniti |

#### Slalom gigante
| Pos. | Atleta          | Nazione     |
| ---- | --------------- | ----------- |
| 1    | Eva Twardokens  | Stati Uniti |
| 2    | Karen Lancaster | Stati Uniti |
| 3    | Cindy Nelson    | Stati Uniti |

#### Slalom speciale
| Pos. | Atleta         | Nazione     |
| ---- | -------------- | ----------- |
| 1    | Ann Melander   | Svezia      |
| 2    | Eva Twardokens | Stati Uniti |
| 3    | Amy Livran     | Stati Uniti |
| 4    | Lynda McGehee  | Stati Uniti |

#### Combinata
| Pos. | Atleta           | Nazione     |
| ---- | ---------------- | ----------- |
| 1    | Eva Twardokens   | Stati Uniti |
| 2    | Cindy Nelson     | Stati Uniti |
| 3    | Debbie Armstrong | Stati Uniti |